# Pont-l’Évêque (Käse)

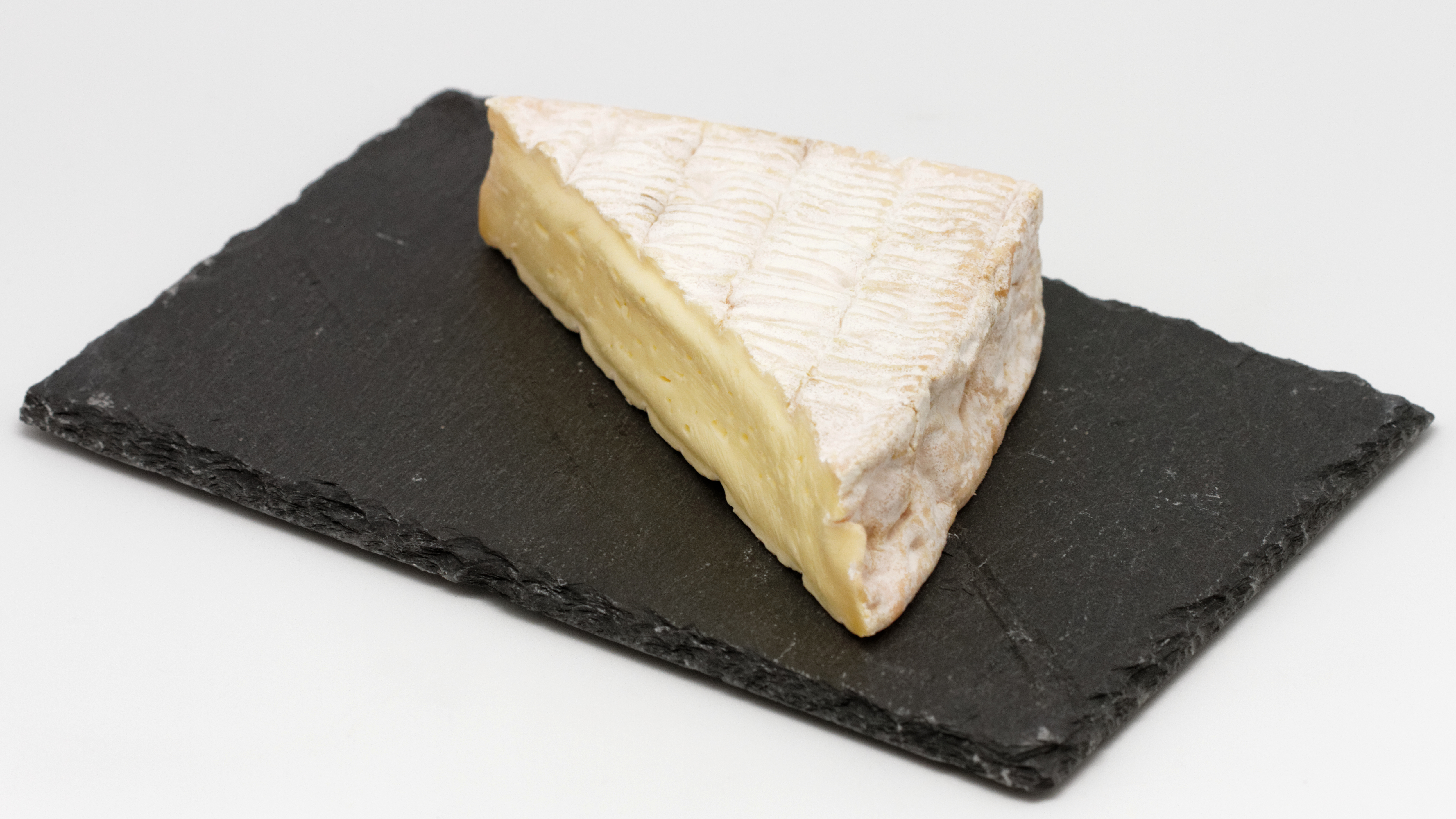
Pont-l’Évêque

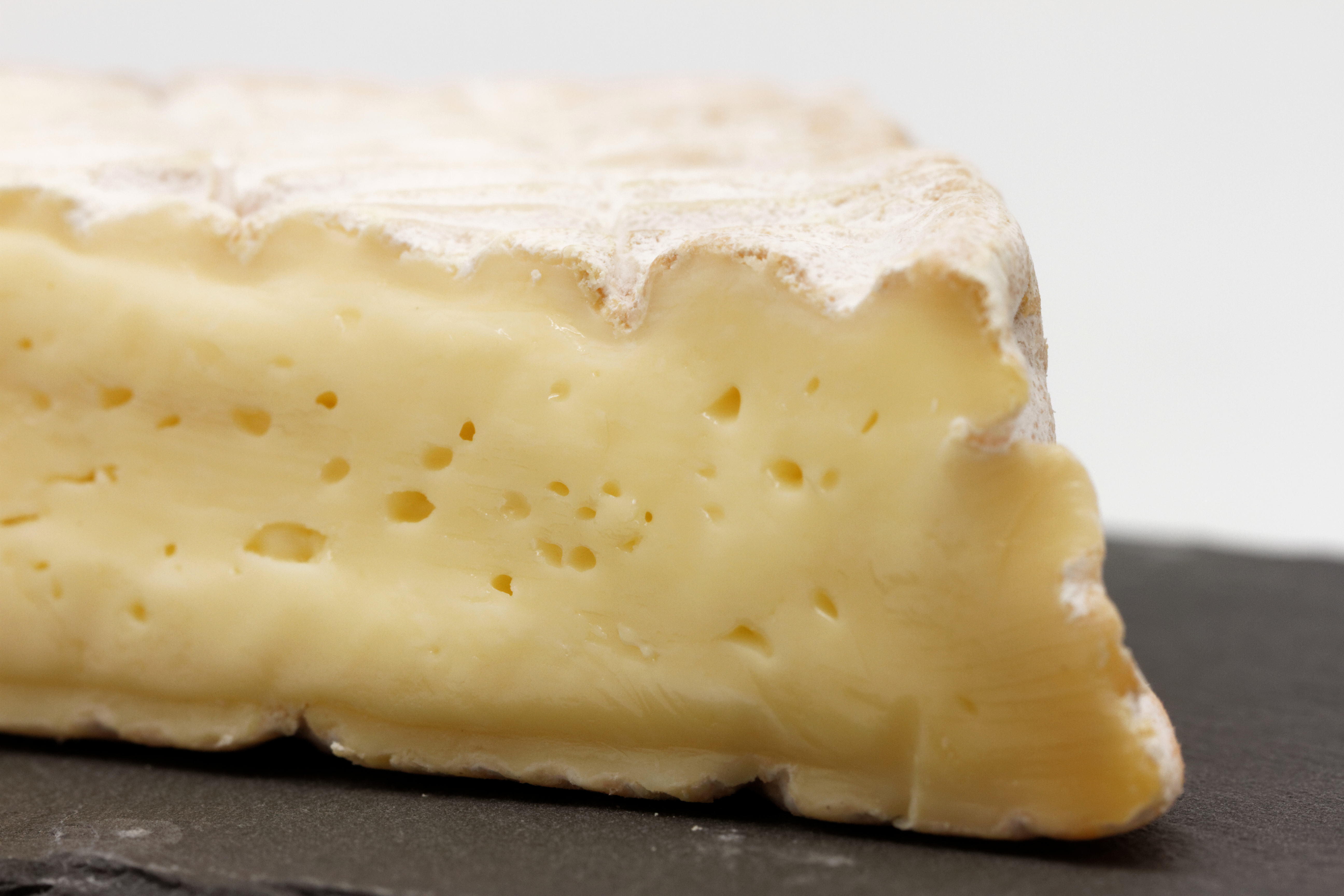
Pont-l’Évêque, Anschnitt

Der Pont-l’Évêque ist ein französischer Käse aus der Normandie, der aus roher oder pasteurisierter Kuhmilch hergestellt wird. Er gilt als eine der ältesten aus der Normandie stammenden und dort hergestellten Käsesorten. In der namensgebenden Kleinstadt Pont-l’Évêque wurde der Käse bereits im 17. Jahrhundert sehr weiträumig gehandelt.
Der Käse fällt seit 1976 unter die Appellation d’Origine Contrôlée und hat seit 1996 eine geschützte Ursprungsbezeichnung (AOP), die eine gleichmäßige Qualität des Produktes sicherstellt und unter anderem auch die Herstellungsbedingungen definiert.

## Herstellung
Der Bruch muss zerschnitten und geknetet werden, damit die Molke abläuft. Zugelassene Herstellungskategorien des Appellation d’Origine Contrôlée sind Fermier, Artisanal, Coopératives und Industriel. Der Käse muss mindestens zwei Wochen reifen. Üblicher ist jedoch eine Reifedauer von sechs Wochen. Während der Reife wird der Käse regelmäßig gewaschen, gebürstet und gewendet. In den Handel kommt er in drei verschiedenen Größen; typisch ist die quadratische Form. Bei einer Kantenlänge von 10 bis 11 cm ist der Käse ca. 3 cm dick und wiegt etwa 350 g.
Charakteristisch für den Käse ist ein cremig-gelber Teig mit glatter und geschmeidiger Konsistenz. Die Rinde ist leicht rötlich; die Variante als Weißschimmelkäse wird trocken eingesalzen. Ein gereifter Käse hat ein kräftig-würziges Aroma.